# Petrella Tifernina
Petrella Tifernina é uma comuna italiana da região do Molise, província de Campobasso, com cerca de 1.306 habitantes. Estende-se por uma área de 26 km², tendo uma densidade populacional de 50 hab/km². Faz fronteira com Castellino del Biferno, Limosano, Lucito, Matrice, Montagano.

## Demografia
| Variação demográfica do município entre 1861 e 2011                               |
|                                                                                   |
| Fonte: Istituto Nazionale di Statistica (ISTAT) - Elaboração gráfica da Wikipedia |